# Atletismo nos Jogos do Pacífico de 2019
O Atletismo nos Jogos do Pacífico 2019 disputou-se do 15 a 20 de julho no Apia Park de Apia, Samoa onde se disputaram 43 eventos com 21 nações participantes.

## Participantes
Participaram 21 nações no evento, incluindo pela primeira vez o aparecimento de atletas de Austrália e Nova Zelândia:
| - Samoa Americana (3) - Austrália (7) - Ilhas Cook (3) - Estados Federados da Micronésia (6) - Fiji (26) - Guam (13) - Kiribati (4) | - Ilhas Marshall (1) - Nauru (10) - Nova Caledônia (17) - Nova Zelândia (5) - Marianas Setentrionais (8) - Palau (8) - Papua-Nova Guiné (48) | - Samoa (67) - Ilhas Salomão (29) - Polinésia Francesa (17) - Tonga (18) - Tuvalu (2) - Vanuatu (20) - Wallis e Futuna (13) |

## Resultados

### Masculino
| Evento                               | Ouro                                                                              | Ouro                  | Prata                                                                        | Prata                  | Bronze                                                                     | Bronze           | Ref    |
| ------------------------------------ | --------------------------------------------------------------------------------- | --------------------- | ---------------------------------------------------------------------------- | ---------------------- | -------------------------------------------------------------------------- | ---------------- | ------ |
| 100 m (wind: -0.8 m/s)               | Banuve Tabakaucoro Fiji                                                           | 10.31 (GR)            | Jeremy Dodson Samoa                                                          | 10.48                  | Kelvin Masoe Samoa                                                         | 10.56 (PB)       | [ 1 ]  |
| 200 m (wind: -1.0 m/s)               | Banuve Tabakaucoro Fiji                                                           | 20.87 (SB)            | Jeremy Dodson Samoa                                                          | 20.91                  | Theo Piniau Papua-Nova Guiné                                               | 21.70 (SB)       | [ 2 ]  |
| 400 m                                | Steven Solomon Austrália                                                          | 45.62 (GR)            | Daniel Baul Papua-Nova Guiné                                                 | 47.31 (PB)             | Benjamin Aliel Papua-Nova Guiné                                            | 47.63 (PB)       | [ 3 ]  |
| 800 m                                | Alex Beddoes Ilhas Cook                                                           | 1:53.18               | Ephraim Lerkin Papua-Nova Guiné                                              | 1:53.78                | Petero Veitaqomaki Fiji                                                    | 1:54.72          | [ 4 ]  |
| 1500 m                               | Alex Beddoes Ilhas Cook                                                           | 4:03.13               | Messach Fred Papua-Nova Guiné                                                | 4:06.09                | Petero Veitaqomaki Fiji                                                    | 4:07.10          | [ 5 ]  |
| 5000 m                               | Samuel Aragaw Polinésia Francesa                                                  | 15:45.54              | Avikash Lal Fiji                                                             | 15:48.93               | James Gundu Papua-Nova Guiné                                               | 14:57.00         | [ 6 ]  |
| 10000 m                              | Simbai Kaspar Papua-Nova Guiné                                                    | 33:34.90 (SB)         | Siune Kagl Papua-Nova Guiné                                                  | 33:36.86               | James Gundu Papua-Nova Guiné                                               | 33:39.01         | [ 7 ]  |
| Média Maratona                       | Avikash Lal Fiji                                                                  | 1:12:06 (SB)          | Samuel Aragaw Polinésia Francesa                                             | 1:14:23 (SB)           | Derek Mandell Guam                                                         | 1:15:05          | [ 8 ]  |
|                                      |                                                                                   |                       |                                                                              |                        |                                                                            |                  |        |
| 110 m com barreiras (wind: +2.0 m/s) | Mosese Foliaki Tonga                                                              | 14.52 (PB)            | Talatala Po'oi Tonga                                                         | 14.55                  | Kolone Alefosio Samoa                                                      | 14.88            | [ 9 ]  |
| 400 m com barreiras                  | Ian Dewhurst Austrália                                                            | 50.86 (GR)            | Daniel Baul Papua-Nova Guiné                                                 | 51.80 (PB)             | Ephraim Lerkin Papua-Nova Guiné                                            | 52.82            | [ 10 ] |
| 3000 m com barreiras                 | Simbai Kaspar Papua-Nova Guiné                                                    | 9:37.14               | Sapolai Yao Papua-Nova Guiné                                                 | 10:14.17               | Andipas Georasi Papua-Nova Guiné                                           | 10:16.44         | [ 11 ] |
|                                      |                                                                                   |                       |                                                                              |                        |                                                                            |                  |        |
| Revezamento 4 × 100 m                | Fiji · Albert Miller Jr · Tony Lemeki · Jim Colasau · Banuve Tabakaucoro          | 40.18 (SB)            | Samoa · Shupeng Ah Vui · Kelvin Masoe · Kolone Alefosio · Jeremy Dodson      | 40.26 (NR)             | Papua-Nova Guiné · Linus Kuravi · Thoa Ora · Manoka John · Michael Penny   | 41.34            | [ 12 ] |
| 4 × 400 m barreiras                  | Papua-Nova Guiné · Benjamin Aliel · Emmanuel Wanga · Shadrick Tansi · Daniel Baul | 3:13.06 (SB)          | Fiji · Meli Romuakalou · Petero Veitaqomaki · Samuela Railoa · Kameli Ravuci | 3:15.98                | Vanuatu · Tikie Mael · Andrew Mahittatan · Obediah Timbaci · Nathan Kalman | 3:17.90          | [ 13 ] |
|                                      |                                                                                   |                       |                                                                              |                        |                                                                            |                  |        |
| Salto Alto                           | Mosese Foliaki Tonga                                                              | 2.06m (NR)            | Malakai Kaiwalu FijiPeniel Richard Papua-Nova Guiné                          | 1.99m1.99m (SB)        | não teve                                                                   |                  | [ 14 ] |
| Salto com Vara                       | Éric Reuillard Nova Caledônia                                                     | 4.60m                 | Timona Poareu Polinésia Francesa                                             | 4.60m                  | Kaisa Pakileata Tonga                                                      | 3.50m            | [ 15 ] |
| Salto em Comprimento                 | Kelvin Masoe Samoa                                                                | 7.65m (-2.2 m/s) (NR) | Belleville Nova Caledônia                                                    | 7.27m (-2.0 m/s) (PB)  | Peniel Richard Papua-Nova Guiné                                            | 7.01m (-2.6 m/s) | [ 16 ] |
| Salto Triplo                         | Eugene Vollmer Fiji                                                               | 15.53 m (NWI)         | Peniel Richard Papua-Nova Guiné                                              | 15.51m (-0.3 m/s) (PB) | Ulric Buama Nova Caledônia                                                 | 14.45m (NWI)     | [ 17 ] |
|                                      |                                                                                   |                       |                                                                              |                        |                                                                            |                  |        |
| Lançamento de Peso                   | Mustafa Fall Fiji                                                                 | 17.75m (NR)           | Tumatai Dauphin Polinésia Francesa                                           | 17.40m (SB)            | Nathaniel Sulupo Samoa                                                     | 16.07m (SB)      | [ 18 ] |
| Lançamento de Disco                  | Stephen Mailagi Wallis e Futuna                                                   | 50.03m (PB)           | Selevasio-Ryan Valao Wallis e Futuna                                         | 49.54m                 | Nathaniel Sulupo Samoa                                                     | 48.03m           | [ 19 ] |
| Lançamento de Martelo                | Erwan Cassier Nova Caledônia                                                      | 57.19m (SB)           | Petelo Toto Nova Caledônia                                                   | 54.85m                 | Debono Paraka Papua-Nova Guiné                                             | 36.57m           | [ 20 ] |
| Lançamento de Dardo                  | Felise Vaha'i-Sosaia Wallis e Futuna                                              | 62.41m (PB)           | Laurence Faapoi Tasi Samoa                                                   | 53.53m                 | Lakona Gerega Papua-Nova Guiné                                             | 52.72m           | [ 21 ] |
|                                      |                                                                                   |                       |                                                                              |                        |                                                                            |                  |        |
| Decatlo                              | Florian Geffrouais Nova Caledônia                                                 | 7,419 pts (GR)        | Karo Iga Papua-Nova Guiné                                                    | 6,643 pts              | Timona Poareu Polinésia Francesa                                           | 6,521            | [ 22 ] |

### Feminino
| Evento                               | Ouro                                                                     | Ouro              | Prata                                                                      | Prata             | Bronze                                                                    | Bronze            | Ref    |
| ------------------------------------ | ------------------------------------------------------------------------ | ----------------- | -------------------------------------------------------------------------- | ----------------- | ------------------------------------------------------------------------- | ----------------- | ------ |
| 100 m (wind: -0.4 m/s)               | Toea Wisil Papua-Nova Guiné                                              | 11.56             | Heleina Young Fiji                                                         | 11.82             | Leonie Beu Papua-Nova Guiné                                               | 11.94             | [ 23 ] |
| 200 m (wind: 2.4 m/s)                | Toea Wisil Papua-Nova Guiné                                              | 23.45             | Heleina Young Fiji                                                         | 24.01             | Leonie Beu Papua-Nova Guiné                                               | 24.40             | [ 24 ] |
| 400 m                                | Toea Wisil Papua-Nova Guiné                                              | 53.90             | Leonie Beu Papua-Nova Guiné                                                | 55.71             | Takina Bernardino Polinésia Francesa                                      | 56.35             | [ 25 ] |
| 800 m                                | Keely Small Austrália                                                    | 2:10.53           | Donna Koniel Papua-Nova Guiné                                              | 2:14.17           | Jenny Albert Papua-Nova Guiné                                             | 2:16.30           | [ 26 ] |
| 1500 m                               | Poro Gahekave Papua-Nova Guiné                                           | 4:42.04 (PB)      | Genina Criss Guam                                                          | 4:51.36           | Lyanne Tibu Papua-Nova Guiné                                              | 4:52.04           | [ 27 ] |
| 5000 m                               | Poro Gahekave Papua-Nova Guiné                                           | 18:27.46 (PB)     | Mary Tenge Papua-Nova Guiné                                                | 19:14.50          | Dianah Matekali Ilhas Salomão                                             | 19:31.38          | [ 28 ] |
| 10000 m                              | Sharon Firisua Ilhas Salomão                                             | 41:19.92          | Margaret Kuras Vanuatu                                                     | 42:14.65          | Dianah Matekali Ilhas Salomão                                             | 42:27.90          | [ 29 ] |
| Média Maratona                       | Margaret Kuras Vanuatu                                                   | 1:29:55           | Dianah Matekali Ilhas Salomão                                              | 1:30:10           | Sharon Firisua Ilhas Salomão                                              | 1:32:36           | [ 30 ] |
|                                      |                                                                          |                   |                                                                            |                   |                                                                           |                   |        |
| 100 m com barreiras (wind: +0.1 m/s) | Brianna Beahan Austrália                                                 | 13.17 (GR)        | Adrine Monagi Papua-Nova Guiné                                             | 13.99             | Esther Wejieme Nova Caledônia                                             | 14.25             | [ 31 ] |
| 400 m com barreiras                  | Donna Koniel Papua-Nova Guiné                                            | 1:00.14           | Ana Baleveicau Fiji                                                        | 1:01.01           | Annie Topal Papua-Nova Guiné                                              | 1:02.39           | [ 32 ] |
| 3000 m com barreiras                 | Poro Gahekave Papua-Nova Guiné                                           | 11:38.42          | Mary Tenge Papua-Nova Guiné                                                | 11:59.25          | Alison Bowman Guam                                                        | 12:15.65          | [ 33 ] |
|                                      |                                                                          |                   |                                                                            |                   |                                                                           |                   |        |
| Revezamento 4 × 100 m                | Fiji · Younis Bese · Elenani Tinai · Makereta Naulu · Heleina Young      | 45.76             | Papua-Nova Guiné · Adrine Monagi · Leonie Beu · Nancy Malamut · Toea Wisil | 45.97 (NR)        | Vanuatu · Roslyn Nalin · Lyza Malres · Lesbeth Kalopong · Nerry Bongnaim  | 50.34             | [ 34 ] |
| 4 × 400 m barreiras                  | Papua-Nova Guiné · Leonie Beu · Isilia Apkup · Donna Koniel · Toea Wisil | 3:44.86           | Fiji · Heleina Young · Ana Baleveicau · Serenia Ragatu · Elenani Tinai     | 3:46.72           | Vanuatu · Valentine Hello · Lesbeth Kalopong · Lyza Malres · Roslyn Nalin | 3:59.54           | [ 35 ] |
|                                      |                                                                          |                   |                                                                            |                   |                                                                           |                   |        |
| Salto em Altura                      | Shawntell Lockington Fiji                                                | 1.68m             | Rellie Kaputin Papua-Nova Guiné                                            | 1.65m             | Candice Richer Polinésia Francesa                                         | 1.59m             | [ 36 ] |
| Salto em Comprimento                 | Rellie Kaputin Papua-Nova Guiné                                          | 6.15m (+0.0 m/s)  | Annie Topal Papua-Nova Guiné                                               | 5.68m (+1.3 m/s)  | Lyza Malres Vanuatu                                                       | 5.55m (+0.7 m/s)  | [ 37 ] |
| Salto Triplo                         | Annie Topal Papua-Nova Guiné                                             | 12.91m (-3.7 m/s) | Rellie Kaputin Papua-Nova Guiné                                            | 12.44m (-2.5 m/s) | Candice Richer Polinésia Francesa                                         | 11.45m (-1.8 m/s) | [ 38 ] |
|                                      |                                                                          |                   |                                                                            |                   |                                                                           |                   |        |
| Lançamento de Peso                   | ʻAta Maama Tuutafaiva Tonga                                              | 16.61m (PB)       | Nuuausala Tuilefano Samoa Americana                                        | 13.12m            | Vaihina Doucet Polinésia Francesa                                         | 12.63m            | [ 39 ] |
| Lançamento de Disco                  | Lesly Filituulaga Nova Caledônia                                         | 45.41m            | Tereapii Tapoki Ilhas Cook                                                 | 44.63m            | ʻAta Maama Tuutafaiva Tonga                                               | 40.39m            | [ 40 ] |
| Lançamento de Martelo                | Alexandra Hulley Austrália                                               | 64.37m (GR)       | Ellise Takosi Nova Caledônia                                               | 51.73m            | Jacklyn Travertz Papua-Nova Guiné                                         | 47.99m            | [ 41 ] |
| Lançamento de Dardo                  | Sharon Toako Papua-Nova Guiné                                            | 47.13m            | Linda Selui Nova Caledônia                                                 | 45.49m            | Gwoelani Patu Polinésia Francesa                                          | 42.17m            | [ 42 ] |
|                                      |                                                                          |                   |                                                                            |                   |                                                                           |                   |        |
| Heptatlo                             | Elenani Tinai Fiji                                                       | 4,550 pts         | Raylynne Kanam Papua-Nova Guiné                                            | 4,101 pts         | Edna Boafob Papua-Nova Guiné                                              | 3,848 pts         | [ 43 ] |

- GR: Recorde Continental.
- PB: Recorde Pessoal.
- SB: Recorde do Ano.
- NR: Recorde Nacional.

## Medalheiro
| #  | País               | Medalha de ouro | Medalha de prata | Medalha de bronze | Total |
| -- | ------------------ | --------------- | ---------------- | ----------------- | ----- |
| 1  | Papua-Nova Guiné   | 14              | 20               | 17                | 41    |
| 2  | Fiji               | 10              | 7                | 3                 | 20    |
| 3  | Nova Caledônia     | 9               | 7                | 3                 | 19    |
| 4  | Austrália          | 5               | 0                | 0                 | 5     |
| 5  | Tonga              | 3               | 1                | 2                 | 6     |
| 6  | Ilhas Cook         | 2               | 1                | 0                 | 3     |
| 6  | Wallis e Futuna    | 2               | 1                | 0                 | 3     |
| 8  | Samoa              | 1               | 4                | 4                 | 9     |
| 9  | Polinésia Francesa | 1               | 3                | 6                 | 10    |
| 9  | Vanuatu            | 1               | 3                | 6                 | 10    |
| 11 | Ilhas Salomão      | 1               | 1                | 5                 | 6     |
| 12 | Guam               | 0               | 1                | 1                 | 2     |
| 13 | Samoa Americana    | 0               | 1                | 0                 | 1     |